# Yamamura Bochō

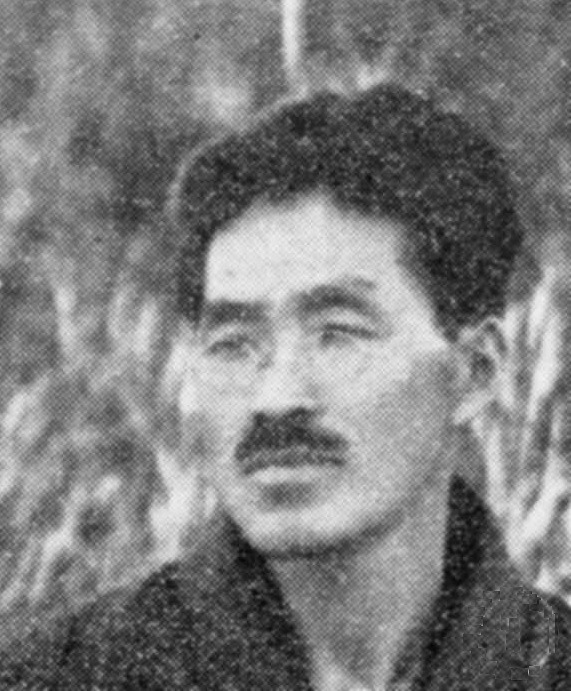
Yamamura Bochō

Yamamura Bochō (japanisch 山村 暮鳥, wirklicher Name: Tsujida Hakujū 土田 八九十, Geburtsname: 志村; * 10. Januar 1884 in Nagaoka; † 8. Dezember 1924) war ein japanischer Lyriker und Jugendbuchautor.

## Leben
Yamamura Bochō wurde nach einer entbehrungsreichen Kindheit als Sohn einer Bauernfamilie katholischer Priester. 1915 veröffentlichte er „Sei sanryō hari“ (聖三稜玻璃), etwa  „Heilige Prismen“, eine Sammlung experimenteller Gedichte, ist geprägt vom Einfluss Charles Baudelaires, dessen Werke er in englischer Übersetzung gelesen hatte. Dieses Werk ist einzigartig innerhalb der japanischen Dichtkunst. Es besteht aus Gedichten, die scheinbar unzusammenhängende Bilder gegenüberstellen. Mit dem Werk reihte er sich unter die Begründer des literarischen Symbolismus in Japan ein. Das am häufigsten zitierte Gedicht daraus „Fūkei“ (風景) – „Landschaft“ – nutzt den visuellen Effekt der Typographie.
Unter seinen anderen Gedichtbänden sind zu nennen „Kaze wa kuzaki sasayata“ (風は草木にささやいた), etwa „Der Wind flüstert in den Bäumen und Sträuchern“ (1918), „Kozue no su nite“ (梢の巣にて), etwa „Im Baumwipfelnest“ (1922). Anders als in den Heiligen Prismen zeigen diese Gedichtbände einen religiösen Ton und sind gradlinig komponiert. Einer seiner Romane „Jūjika“ (十字架), „Das Kreuz“ beschreibt die unerlaubte Affäre eines Bekehrers zum Christentum mit dem Bekehrten.
1924 starb er vierzigjährig an den Folgen einer Tuberkulose.

## Werke
- Irgendwann. Übersetzt von Otto Putz[1]